# 冼色麗
冼色麗（Xian Se-Li Bonnie，1982年10月1日—），香港及中國大陸女演員。

## 简介
冼色丽出生于广东肇庆，毕业于广东银行学校（现广东金融学院）金融系，2000年，参加广东电视台主办的首届“明日之星”影视新星大赛，因外形酷似“小燕子”赵薇受到关注，最终获得广东赛区冠军、全国总决赛亚军及网络最具人气奖。2001年，参演广东电视台粤语情景喜剧《柴米新人类》，在剧中饰演古灵精怪的“江上飛”一角，之后参与了多部中国内地电视剧制作，较具代表性的角色为2006年电视剧《封神榜》的“哪吒”一角。2007年，赴香港发展，签约美亚娱乐，在郭子健导演的《青苔》担任第一女主角，参演了《分手說愛你》《喜愛夜蒲》《囡囡》等多部港产片。2012年，加盟英皇電影藝人部，至2015年冼色麗選擇約滿。

## 作品

### 電視劇
| 首 播  | 劇 名                    | 角色           | 備 註      |
| 2000年 | 《外來媳婦本地郎》       | 記者乙         | 客串       |
| 2002年 | 《柴米新人类》           | KANI（江上飛） |            |
| 2004年 | 《一米阳光》             | 阿夏丽         |            |
| 2004年 | 《守候陽光》             | 王童童         |            |
| 2005年 | 《青天衙門》             | 锦秋           |            |
| 2006年 | 《爭霸》                 | 腾珏           |            |
| 2006年 | 《新封神榜上部凤鸣岐山》 | 哪吒           |            |
| 2007年 | 《青天衙門2》            | 锦秋           |            |
| 2008年 | 《新封神榜下部武王伐纣》 | 哪吒           |            |
| 2010年 | 《有房出租2010》         | Yumi           | 单元剧角色 |
| 2012年 | 《火速救兵II》           | 阿怡           | 单元剧角色 |
| 2014年 | 《同里有親》             | Zoe            |            |
| 2016年 | 《傻儿传奇之抗战到底》   | 蓝钰           |            |
| 2016年 | 《武神趙子龍》           | 樊氏           |            |
| 2020年 | 《長相守》               | 軒淑儀         |            |

### 電影
| 首 播  | 片 名                    | 角色               | 備 註 |
| 2007年 | 《地獄第19層》           | 許文雅（Mandy）    |       |
| 2008年 | 《青苔》                 | Lulu               |       |
| 2008年 | 《武俠梁祝》             | 銀心               |       |
| 2009年 | 《死神傻了》             | AngelinaBaby       |       |
| 2009年 | 《窈窕紳士》             | 謝丫頭             |       |
| 2010年 | 《分手說愛你》           | Fanny              |       |
| 2010年 | 《囡囡》                 | Ronnie             |       |
| 2011年 | 《出軌的女人》           | Sevon              |       |
| 2011年 | 《喜愛夜蒲》             | Mavis              |       |
| 2011年 | 《妳是否依然愛我》       | 艾美               |       |
| 2012年 | 《起勢搖滾》             | Bonnie             |       |
| 2012年 | 《DIVA華麗之後》         | 小曼               |       |
| 2013年 | 《盲探》                 | 王美珠（失蹤女子） |       |
| 2013年 | 《救火英雄》             | 葉太               |       |
| 2013年 | 《風暴》                 | 女受害人           |       |
| 2014年 | 《Delete愛人》           |                    |       |
| 2014年 | 《太平輪》               | 舞女               |       |
| 2015年 | 《暴瘋語》               | 王恩妮             |       |
| 2015年 | 《12金鴨》               |                    |       |
| 2016年 | 《選老頂》               | 阿七太太           |       |
| 2017年 | 《這一刻，我要世界看見》 | 李紫璐             |       |
| 2018年 | 《黃金花》               | 丹鳳眼             |       |
| 2018年 | 《方世玉之人在江湖》     | 雷婷婷             |       |
| 2019年 | 《掃毒2天地對決》        | 余順天母親         |       |
| 2023年 | 《速戰》                 |                    |       |

### 電視節目

#### 2010年
- 香港電台節目《有房出租》飾演 Yumi (於2010年12月21日晚上7:00無綫電視翡翠台播出)

#### 2011年
- 飲食節目《Cooking 媽嫲》 (於2011年1月8日晚上7:00 Now香港台播出)

- 亞洲電視節目《生活加油站》環節“EVA會客室”出任嘉賓 (於2011年4月5日下午1:00 亞洲電視本港台播出)

- 清談節目《兄弟幫》訪問冼色麗等一眾《秒速十八米》舞台劇演員 (於2011年4月13及14日晚上11:30 無綫電視J2台播出)

- 時尚節目《女皇駕到》冼色麗等女藝人於節目中分享扮靚心得 (於2011年9月13日 Now觀星台播出)

- 香港電台節目《女人多自在4》第三集[粉紅疤痕]飾演 Christine (於2011年10月30日晚上7:00無綫電視翡翠台播出)

- 有線電視節目《今日觀點》出任嘉賓 (於2011年11月15日在有線電視播出)

#### 2012年
- 香港電台節目《火速救兵II》第三集  飾演 怡 (於2012年3月10日晚上7:30無綫電視翡翠台播出)
- 亞洲電視節目《Eva會客室》出任嘉賓 (於2012年4月7日亞洲電視本港台播出)
- 清談節目《兄弟幫》訪問冼色麗等一眾電影《起勢搖滾》演員 (於2012年4月19日晚上11:30 無綫電視J2台播出)
- 香港電台節目《生活逼人系列》第三集《誰伴我闖盪》  飾演 Miko (於2012年8月9日晚上7:00亞洲電視本港台播出)

#### 2014年
- 香港電台節目《夜同行》
- 香港電台處境劇《同里有親》（於2014年5月24日首播，逢星期六於港台電視31及翡翠台）

### 音樂

#### 未出碟歌曲
- 2007年：《愛的凶間》（電影《地獄第19層》主題曲）
- 2008年：《偶然》（電影《青苔》主題曲）[原唱:陳秋霞]
- 2009年：《不想讓你受傷》
- 2009年：《親疏之別》(第二十一屆 CASH 流行曲創作大賽)

### 舞台演出
- 2011年4月22日－24日：參演《大舞台劇團》之舞台劇《秒速18米》，飾演方小珍（於香港文化中心大劇院公映，共演出四場）
- 2015年4月10日－19日：參演《劇場空間》之舞台劇《香港有個bollywood》，飾演 Bonnie（於香港文化中心劇場公映，共演出八場）

## 外部連結
- 冼色麗的Facebook專頁
- 冼色麗的新浪微博
- 冼色麗的新浪博客
- 冼色麗在互联网电影资料库（IMDb）上的資料（英文）（英文）
- 在AllMovie上冼色麗的頁面（英文）
- 冼色麗在香港影庫上的簡介
- 冼色麗在豆瓣上的资料（简体中文）
- 冼色麗在时光网上的簡介（简体中文）